# ليك فيو (أركنساس)
ليك فيو (بالإنجليزية: Lake View, Arkansas)‏ هي مدينة تقع في مقاطعة فيليبس، أركنسو بولاية أركنساس في الولايات المتحدة. تبلغ مساحة هذه المدينة 13 (كم²)، وترتفع عن سطح البحر م، بلغ عدد سكانها 531 نسمة في عام 2000 حسب إحصاء مكتب تعداد الولايات المتحدة.

## التركيبة السكانية
حدّد مكتب تعداد الولايات المتحدة بيانات التركيبة السكانية لليك فيو في تعداد الولايات المتحدة. في ما يلي، التركيبة السكانية حسب تعدادي 2000 و2010.

### تعداد عام 2000
بلغ عدد سكان ليك فيو 531 نسمة بحسب تعداد عام 2000، وبلغ عدد الأسر 177 أسرة وعدد العائلات 137 عائلة مقيمة في المدينة. في حين سجلت الكثافة السكانية 41 نسمة لكل كيلومتر مربع (106.2/ميل2). وبلغ عدد الوحدات السكنية 222 وحدة بمتوسط كثافة قدره 17.1 لكل كيلومتر مربع (44.3/ميل2).
وتوزع التركيب العرقي للمدينة بنسبة 7.16% من البيض و91.71% من الأمريكيين الأفارقة و1.13% من عرقين مختلطين أو أكثر و0.19% من الهسبانيون أو اللاتينيون من أي عرق.
بلغ عدد الأسر 177 أسرة كانت نسبة 53.1% منها لديها أطفال تحت سن الثامنة عشر تعيش معهم، وبلغت نسبة الأزواج القاطنين مع بعضهم البعض 29.4% من أصل المجموع الكلي للأسر، ونسبة 41.2% من الأسر كان لديها معيلات من الإناث دون وجود شريك،  بينما كانت نسبة 6.8% من الأسر لديها معيلون من الذكور دون وجود شريكة وكانت نسبة 22.6% من غير العائلات. تألفت نسبة 20.3% من أصل جميع الأسر من عدة أفراد يعيشون في نفس المنزل ونسبة 9.6% كانت تتألف من شخص يعيش بمفرده يبلغ من العمر 65 عاماً أو أكثر. وبلغ متوسط حجم الأسرة المعيشية 3.00، أما متوسط حجم العائلات فبلغ 3.47.
بلغ العمر الوسطي للسكان 30.4 عاماً. وكانت نسبة 35.8% من القاطنين تحت سن الثامنة عشر، وكانت نسبة 9.2% بين الثامنة عشر والرابعة والعشرين عاماً، ونسبة 21.8% كانت واقعةً في الفئة العمرية ما بين الخامسة والعشرين والرابعة والأربعين عاماً، ونسبة 21.3% كانت ما بين الخامسة والأربعين والرابعة والستين، ونسبة 11.9% كانت ضمن فئة الخامسة والستين عاماً فما فوق. يوجد لكل 100 أنثى 72.4 ذكر، ويوجد لكل 100 أنثى في الثامنة عشر من عمرها فما فوق 73.1 ذكر.
بلغ متوسط دخل الأسرة في المدينة 15,536 دولارًا، أما متوسط دخل العائلة فبلغ 16,944 دولارًا. وكان متوسط دخل الذكور 17,031 دولارًا مقابل 14,444 دولارًا للإناث. وسجل دخل الفرد الخاص بالمدينة 13,651 دولارًا. وكانت نسبة 45.2% من العائلات ونسبة 45.6% من السكان تحت خط الفقر، وكان من هؤلاء نسبة 57.4% تحت سن الثامنة عشر ونسبة 40.6% في الخامسة والستين من العمر وما فوق.

### تعداد عام 2010
بلغ عدد سكان ليك فيو 443 نسمة بحسب تعداد عام 2010، وبلغ عدد الأسر 163 أسرة وعدد العائلات 105 عائلة مقيمة في المدينة. في حين سجلت الكثافة السكانية 34.2 نسمة لكل كيلومتر مربع (88.6/ميل2). وبلغ عدد الوحدات السكنية 187 وحدة بمتوسط كثافة قدره 14.4 لكل كيلومتر مربع (37.3/ميل2).
وتوزع التركيب العرقي للمدينة بنسبة 5.42% من البيض و93.23% من الأمريكيين الأفارقة و0.23% من الأعراق الأخرى و1.13% من عرقين مختلطين أو أكثر و0.90% من الهسبانيون أو اللاتينيون من أي عرق.
بلغ عدد الأسر 163 أسرة كانت نسبة 43.6% منها لديها أطفال تحت سن الثامنة عشر تعيش معهم، وبلغت نسبة الأزواج القاطنين مع بعضهم البعض 25.2% من أصل المجموع الكلي للأسر، ونسبة 36.8% من الأسر كان لديها معيلات من الإناث دون وجود شريك،  بينما كانت نسبة 2.5% من الأسر لديها معيلون من الذكور دون وجود شريكة وكانت نسبة 35.6% من غير العائلات. تألفت نسبة 30.7% من أصل جميع الأسر من عدة أفراد يعيشون في نفس المنزل ونسبة 11% كانت تتألف من شخص يعيش بمفرده يبلغ من العمر 65 عاماً أو أكثر. وبلغ متوسط حجم الأسرة المعيشية 2.72، أما متوسط حجم العائلات فبلغ 3.49.
بلغ العمر الوسطي للسكان 30.5 عاماً. وكانت نسبة 34.1% من القاطنين تحت سن الثامنة عشر، وكانت نسبة 10.6% بين الثامنة عشر والرابعة والعشرين عاماً، ونسبة 18.3% كانت واقعةً في الفئة العمرية ما بين الخامسة والعشرين والرابعة والأربعين عاماً، ونسبة 23% كانت ما بين الخامسة والأربعين والرابعة والستين، ونسبة 14% كانت ضمن فئة الخامسة والستين عاماً فما فوق. وتوزع التركيب الجنسي للسكان بنسبة 43.6% ذكور و56.4% إناث.

## وصلات خارجية
- The US50 - Cities and Towns in Arkansas State
- 2012 United States Census Estimate